# Benoît Dupont
Benoît Dupont est professeur de criminologie et directeur du Centre international de criminologie comparée de l'Université de Montréal et auteur d'ouvrages sur la police.

## Biographie
Benoît Dupont est titulaire de la Chaire de recherche du Canada en sécurité, identité et technologie de l’UdeM, dont les travaux visent à mieux saisir les principales mutations qui affectent le domaine de la sécurité privée et publique. Les trois axes de recherche du professeur Dupont sont les relations entre les secteurs privé et public, le rôle des technologies et les risques qu’elles représentent pour la vie privée, et comment l’identité est morcelée, validée et protégée pour correspondre aux nouveaux besoins de sécurité.

## Prix et distinctions
- 2003 : prix Gabriel Tarde pour Construction et réformes d’une police : le cas australien (1788-2000)